# Kotasaari (ö i Egentliga Tavastland)
Kotasaari är en ö i Finland. Den ligger i sjön Alajärvi och i kommunen Tavastehus i den ekonomiska regionen  Tavastehus ekonomiska region  och landskapet Egentliga Tavastland, i den södra delen av landet, 90 km norr om huvudstaden Helsingfors. Öns area är 1,9 hektar och dess största längd är 280 meter i sydöst-nordvästlig riktning.